# 雙角櫛精器魚
雙角櫛精器魚為輻鰭魚綱銀漢魚目精器魚科的其中一種，分布於亞洲菲律賓、泰國、婆羅洲北部淡水、半鹹水域，為熱帶魚類，體長可達3公分，棲息在沿岸表層水域，生活習性不明。

## 擴展閱讀
維基物種上的相關：雙角櫛精器魚